# Pfarrhaus Zell (Hilpoltstein)
Der ehemalige katholische Pfarrhof in Zell, einem Pfarrdorf im mittelfränkischen Landkreis Roth (Bayern), wurde 1834 errichtet. Das Pfarrhaus in Zell A 12 ist ein geschütztes Baudenkmal. Es handelt sich um einen Sandsteinquaderbau mit Walmdach.